# Randal Oto'o
Junior Randal Oto'o Zué (Libreville, 23 mei 1994), beter bekend als Junior Oto'o is een Gabonees profvoetballer die bij voorkeur als rechtsback speelt. Hij verruilde in juli 2018 de Portugese club SC Braga voor KVC Westerlo.

## Carrière

### In clubverband
Bij Leixões SC en  SC Braga B verzamelde Oto'o 52 wedstrijden in de Portugese Segunda Liga van 2013 tot 2015. In het seizoen 2015-2016 werd Oto'o uitgeleend aan CD Tondela, dat pas gepromoveerd was naar de Primeira Liga. Hier speelde hij 19 competitiewedstrijden.
Het seizoen daarop werd Oto'o weer uitgeleend, dit keer aan het Belgische KVC Westerlo.
Tijdens de voorbereiding bij KVC Westerlo liep Oto'o een blessure op. De hierbij horende operatie hield hem een heel seizoen aan de kant. Toch werd besloten de speler weer een seizoen te verhuren aan KVC Westerlo, dat pas gedegradeerd was.

### Nationaal elftal
Op 10 januari 2013 maakte Oto'o zijn debuut bij Gabon in een vriendschappelijke wedstrijd tegen Tunesië, die eindigde in 1-1. Oto'o werd voor het laatst opgeroepen in juni 2016 voor een vriendschappelijk wedstrijd tegen Ivoorkust.

## Clubstatistieken
| Seizoen | Club           | Land     | Competitie         | Wed. | Doelp. |
| ------- | -------------- | -------- | ------------------ | ---- | ------ |
| 2012/13 | SC Braga B     | Portugal | Segunda Liga       | 0    | 0      |
| 2013/14 | → Leixões SC   | Portugal | Segunda Liga       | 23   | 0      |
| 2014/15 | SC Braga B     | Portugal | Segunda Liga       | 29   | 0      |
| 2015/16 | → CD Tondela   | Portugal | Primeira Liga      | 19   | 0      |
| 2016/17 | → KVC Westerlo | België   | Jupiler Pro League | 0    | 0      |
| 2017/18 | → KVC Westerlo | België   | Proximus League    | 25   | 0      |
| 2018/19 | KVC Westerlo   | België   | Proximus League    | 25   | 0      |
| Totaam  | Totaam         | Totaam   | Totaam             | 121  | 0      |